# Фрегати типу «Лох»
Фрегати типу «Лох» (англ. Loch-class frigate) — клас військових кораблів з 28 протичовнових фрегатів та двох кораблів-депо берегових сил, що випускалися британськими суднобудівельними компаніями в період з 1942 по 1946 роки. Фрегати цього типу носили назви на честь шотландських та уельських лохів і перебували переважно на озброєнні ескортних протичовнових сил Королівського військово-морського флоту Великої Британії, країн Співдружності й активно діяли на завершальному етапі Другої світової війни. Кораблі цього типу розроблялися за оновленим інноваційним проєктом, заснованим на досвіді трьох років боїв під час битви за Атлантику та набутих на той час технологічних досягненнях. Деякі корабельні мали проблеми з будівництвом цих відносно великих кораблів, що призвело до широкого використання корветів типу «Касл», представленого приблизно в той же час.

## Служба
Зі 110 замовлених кораблів 28 були побудовані як фрегати, які почали надходити на озброєння британського флоту, починаючи з 1944 року. Ще два — «Лох-Ессінт» і «Лох-Торрідон» — були переобладнані під час будівництва та завершені як кораблі-депо берегових сил, перейменовані відповідно на HMS Derby Haven і HMS Woodbridge Haven. У зв'язку з потребою в 1944 році у версії для кораблів протиповітряної оборони для британського Тихоокеанського флоту, 26 кораблів добудували до модифікованого проєкту під назвою фрегати типу «Бей». Будівництво ще 54 кораблів типу «Лох» було скасоване в 1945 році.
З 28 завершених фрегатів типу «Лох», «Лох-Ачанальт», «Лох-Елві» і «Лох-Морліч» передали Канаді 1943 року, але вони зберегли свої назви Королівського флоту і їх повернули після війни; четвертий корабель — Loch Fionn — також був призначений для передачі, але був збережений Королівським флотом як фрегат типу «Бей». Після завершення роботи «Лох-Ерд», «Лох-Бойсдейл» і «Лох-Крі» передали флоту Південно-Африканського Союзу як «Трансвааль», «Гуд Хоуп» і «Натал» відповідно. 1948 року шість кораблів, у тому числі два з колишньої трійки Королівських ВМС Канади, були переобладнані з резерву і їх передали Королівському флоту Нової Зеландії. Під час Корейської війни Королівський флот вивів з резерву декілька фрегатів цього типу і перекинув їх у Середземне море, де вони тимчасово підмінили есмінці типу «C», які відбули для виконання ними бойових функцій. 1964 року один фрегат, «Лох-Інш», був переданий ВМС Малайзії.

## Фрегати типу «Лох»

### Кораблі ВМФ Великої Британії

#### Замовлення 1942 року
| № | Корабель       | Верф                                    | Номер вимпелу | На честь     | Закладено       | Спущено         | У строю          | Статус |
| - | -------------- | --------------------------------------- | ------------- | ------------ | --------------- | --------------- | ---------------- | --- |
| 1 | «Лох-Ачанальт» | Henry Robb, Літ                         | K424          | Лох-Ачанальт | 14 вересня 1943 | 23 березня 1944 | 11 серпня 1944   | 31 липня 1944 року переданий до Королівського флоту Канади; 1945 році повернутий флоту Великої Британії. У березні 1948 року позичений Королівському флоту Нової Зеландії, як «Пукакі». У жовтні 1965 року списаний на брухт |
| 2 | «Лох-Фада»     | John Brown & Company, Клайдбанк         | K390          | Лох-Фада     | 8 червня 1943   | 14 грудня 1943  | 14 квітня 1944   | У 1970 році проданий на брухт |
| 3 | «Лох-Дунвеган» | Charles Hill & Sons, Бристоль           | K425          | Лох-Дунвеган | 29 вересня 1943 | 25 березня 1944 | 30 червня 1944   | 25 серпня 1960 року розібраний на брухт на T. W. Ward у Брітон-Феррі |
| 4 | «Лох-Екк»      | Smith's Dock Company, Редкар і Клівленд | F422          | Лох-Екк      | 25 жовтня 1943  | 25 квітня 1944  | 7 листопада 1944 | 1 жовтня 1948 року переданий Королівському флоту Нової Зеландії, як «Хавеа». У вересні 1965 року списаний на брухт |

#### Замовлення 1943 року
| №  | Корабель         | Верф                                              | Номер вимпелу | На честь       | Закладено         | Спущено           | У строю           | Статус |
| -- | ---------------- | ------------------------------------------------- | ------------- | -------------- | ----------------- | ----------------- | ----------------- | --- |
| 5  | «Лох-Екрей»      | Smith's Dock Company, Редкар і Клівленд           | K426          | Лох-Екрей      | 13 грудня 1943    | 7 липня 1944      | 1 лютого 1945     | 7 вересня 1948 року переданий Королівському флоту Нової Зеландії, як «Каньєре». У вересні 1966 року списаний на брухт                                                                                           |
| 6  | «Лох-Елві»       | Barclay Curle, Глазго                             | K428          | Лох-Елві       | 31 серпня 1943    | 14 квітня 1944    | 10 серпня 1944    | 10 серпня 1944 року переданий Королівському флоту Канади; 20 вересня 1965 року списаний на брухт |
| 7  | «Лох-Ерд»        | Harland and Wolff, Белфаст                        | K602          | Лох-Ерд        | 20 січня 1944     | 2 серпня 1944     | 21 травня 1945    | 14 травня 1945 року переданий флоту Південно-Африканського Союзу як «Трансвааль»; 3 серпня 1978 року списаний на брухт                                                                                          |
| 8  | «Лох-Еркейг»     | Caledon Shipbuilding & Engineering Company, Данді | K603          | Лох-Еркейг     | 1 листопада 1943  | 7 червня 1944     | 17 листопада 1945 | 1959 році списаний на брухт |
| 9  | «Лох-Ессінт»     | Swan Hunter, Волсенд                              | K438          | Лох-Ессінт     | 11 лютого 1944    | 14 грудня 1944    | 2 серпня 1945     | перетворений на плавучу базу HMS Derby Haven. У липні 1949 році проданий ВМС Ірану як «Бабр» |
| 10 | «Лох-Бойсдейл»   | Blyth Shipbuilding Company, Блайт                 | K432          | Лох-Бойсдейл   | 8 листопада 1943  | 5 липня 1944      | 1 грудня 1944     | 9 листопада 1944 року переданий ВМС Південно-Африканського Союзу як «Гуд Хоуп»; 12 грудня 1978 року списаний на брухт                                                                                           |
| 11 | «Лох-Креггі»     | Harland and Wolff, Белфаст                        | K609          | Лох-Креггі     | 28 грудня 1943    | 23 травня 1944    | 20 жовтня 1944    | 8 липня 1963 року розібраний на брухт |
| 12 | «Лох-Крі»        | Swan Hunter, Волсенд                              | K430          | Лох-Крі        | 18 жовтня 1943    | 19 червня 1944    | 8 березня 1945    | 1 березня 1945 року переданий ВМС Південно-Африканського Союзу як «Наталь»; у вересні 1972 року затоплений як корабель-мішень                                                                                   |
| 13 | «Лох-Файн»       | Burntisland Shipbuilding Company, Бернтайленд     | K429          | Лох-Файн       | 8 грудня 1943     | 24 травня 1944    | 9 листопада 1944  | у 1970 році проданий на брухт |
| 14 | «Лох-Глендгу»    | Burntisland Shipbuilding Company, Бернтайленд     | K619          | Лох-Глендгу    | 29 травня 1944    | 18 жовтня 1944    | 23 лютого 1945    | у 1957 році проданий на брухт |
| 15 | «Лох-Горм»       | Harland and Wolff, Белфаст                        | K620          | Лох-Глендгу    | 28 грудня 1943    | 8 червня 1944     | 18 грудня 1944    | у вересні 1961 році проданий до торговельного флоту |
| 16 | «Лох-Інш»        | Henry Robb, Літ                                   | K433          | Лох-Інш        | 17 листопада 1943 | 10 травня 1944    | 20 жовтня 1944    | 2 жовтня 1964 році проданий до Королівського ВМФ Малайзії як Hang Tuah |
| 17 | «Лох-Кетрін»     | Henry Robb, Літ                                   | K625          | Лох-Кетрін     | 31 грудня 1943    | 21 серпня 1944    | 29 грудня 1944    | у 1948 році проданий Королівському флоту Нової Зеландії, як «Ротоіті». 1966 року списаний на брухт |
| 18 | «Лох-Кіллін»     | Burntisland Shipbuilding Company, Бернтайленд     | K391          | Лох-Кіллін     | 2 червня 1943     | 29 листопада 1943 | 12 квітня 1944    | у серпні 1960 року розібраний на брухт |
| 19 | «Лох-Кілліспорт» | Harland and Wolff, Белфаст                        | K628          | Лох-Кілліспорт | 28 грудня 1943    | 6 липня 1944      | 9 липня 1945      | 20 лютого 1970 року проданий на брухт |
| 20 | «Лох-Ломонд»     | Caledon Shipbuilding & Engineering Company, Данді | K437          | Лох-Ломонд     | 7 грудня 1943     | 19 червня 1944    | 16 листопада 1944 | 1968 році проданий на брухт |
| 21 | «Лох-Мор»        | Caledon Shipbuilding & Engineering Company, Данді | K639          | Лох-Мор        | 16 березня 1944   | 3 жовтня 1944     | 24 лютого 1945    | у серпні 1963 року проданий на брухт |
| 22 | «Лох-Морліч»     | Swan Hunter, Волсенд                              | K517          | Лох-Мор        | 15 липня 1943     | 25 січня 1944     | 2 серпня 1944     | 17 липня 1944 року переданий Королівському флоту Канади; 1945 році повернутий флоту Великої Британії. 19 квітня 1949 року проданий Королівському флоту Нової Зеландії, як «Тутіра». 1966 року списаний на брухт |
| 23 | «Лох-Квуоч»      | Blyth Shipbuilding Company, Блайт                 | K434          | Лох-Квуоч      | 3 грудня 1943     | 2 вересня 1944    | 11 січня 1945     | У листопаді 1957 року розібраний на брухт у Гейтсхеді |
| 24 | «Лох-Рутвен»     | Charles Hill & Sons, Бристоль                     | K645          | Лох-Рутвен     | 4 січня 1944      | 3 червня 1944     | 6 жовтня 1944     | У 1966 році розібраний на брухт |
| 25 | «Лох-Скавейг»    | Charles Hill & Sons, Бристоль                     | K648          | Лох-Скавейг    | 31 березня 1944   | 9 вересня 1944    | 22 грудня 1944    | У вересні 1959 року розібраний на брухт |
| 26 | «Лох-Шин»        | Swan Hunter, Волсенд                              | K421          | Лох-Шин        | 6 вересня 1943    | 23 лютого 1944    | 10 жовтня 1944    | 13 вересня 1948 року проданий Королівському флоту Нової Зеландії, як «Таупо». 1962 року списаний на брухт |
| 27 | «Лох-Тарберт»    | Ailsa Shipbuilding Company, Трун                  | K431          | Лох-Тарберт    | 30 листопада 1943 | 19 жовтня 1944    | 22 лютого 1945    | У вересні 1959 року розібраний на брухт |
| 28 | «Лох-Торрідон»   | Swan Hunter, Волсенд                              | K654          | Лох-Торрідон   | 2 травня 1944     | 13 січня 1945     | 19 жовтня 1945    | перетворений на плавучу базу HMS Woodbridge Haven. У серпні 1965 році розібраний на брухт |
| 29 | «Лох-Трелейг»    | Caledon Shipbuilding & Engineering Company, Данді | K655          | Лох-Трелейг    | 26 червня 1944    | 12 лютого 1945    | 4 липня 1945      | У серпні 1963 році розібраний на брухт у Бонессі |
| 30 | «Лох-Веяті»      | Ailsa Shipbuilding Company, Трун                  | K658          | Лох-Веяті      | 30 березня 1944   | 8 жовтня 1945     | 13 липня 1946     | У серпні 1965 році розібраний на брухт у Далмуїрі |